# Полугусеничный ход

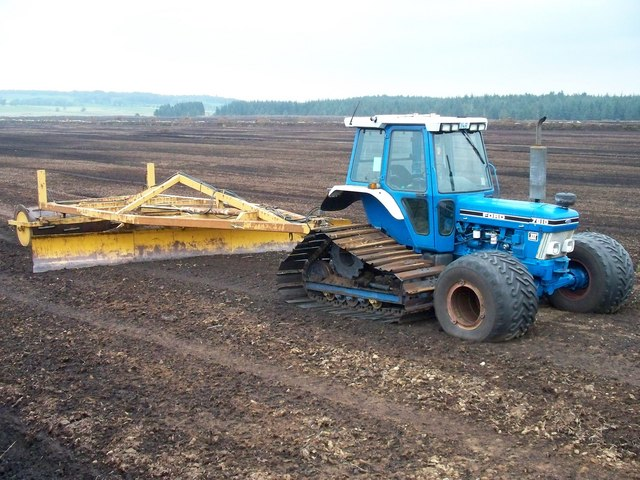
Колёсный трактор Ford 7810 на полугусеничном ходу и пневмокатках

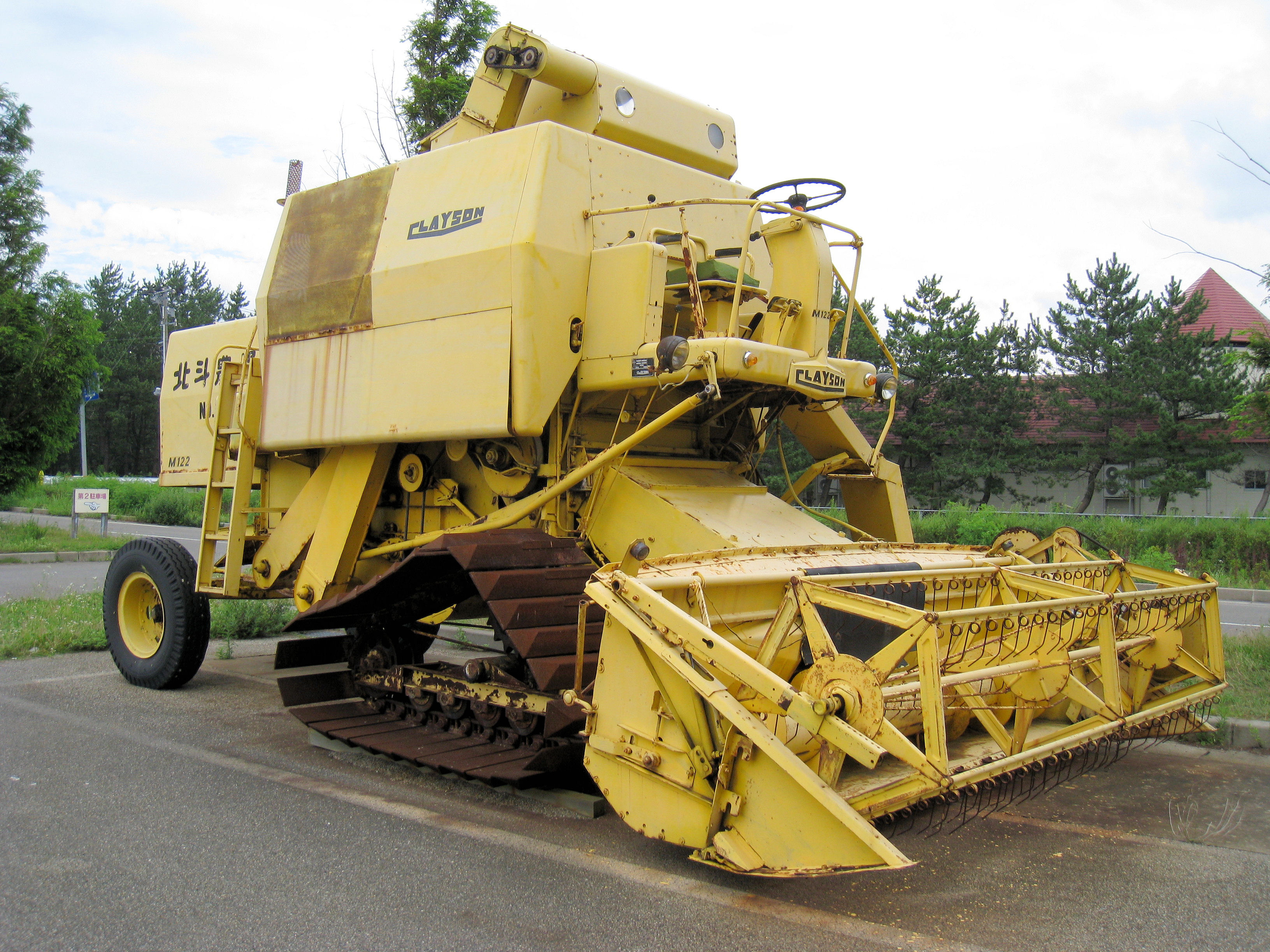
Рисоуборочный комбайн Clayson M122 на полугусеничном ходу

Полугусеничный ход в сельскохозяйственной технике — съёмный гусеничный движитель, устанавливаемый на ведущий мост колёсного сельскохозяйственного трактора или комбайна (и, таким образом, превращающий колёсную ходовую часть машины в полугусеничную) для уменьшения уплотнения грунта и повышения проходимости и тягово-сцепных качеств машины при работе в зонах с влажными и/или рыхлыми почвами либо на снежном покрове.
Применение полугусеничного хода целесообразно в периоды, когда трактор (комбайн) на обычном колёсном ходу имеет повышенное буксование, оставляет глубокую колею и не может развить необходимой силы тяги. В остальных случаях его использование не рекомендуется, поскольку при этом понижаются технико-экономические показатели машины.

## Разновидности

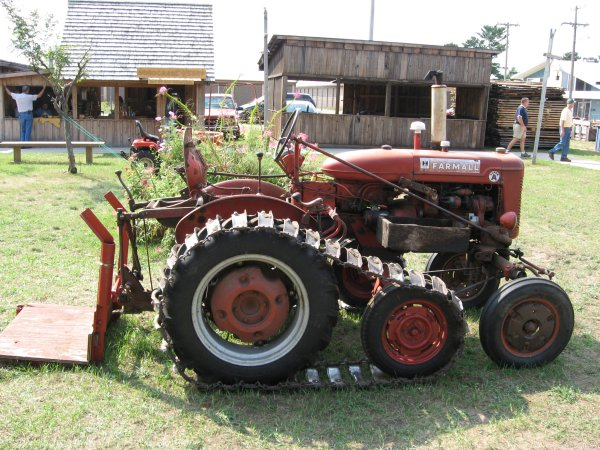
Колёсный трактор Farmall на полугусеничном ходу со съёмными лентами и натяжным устройством

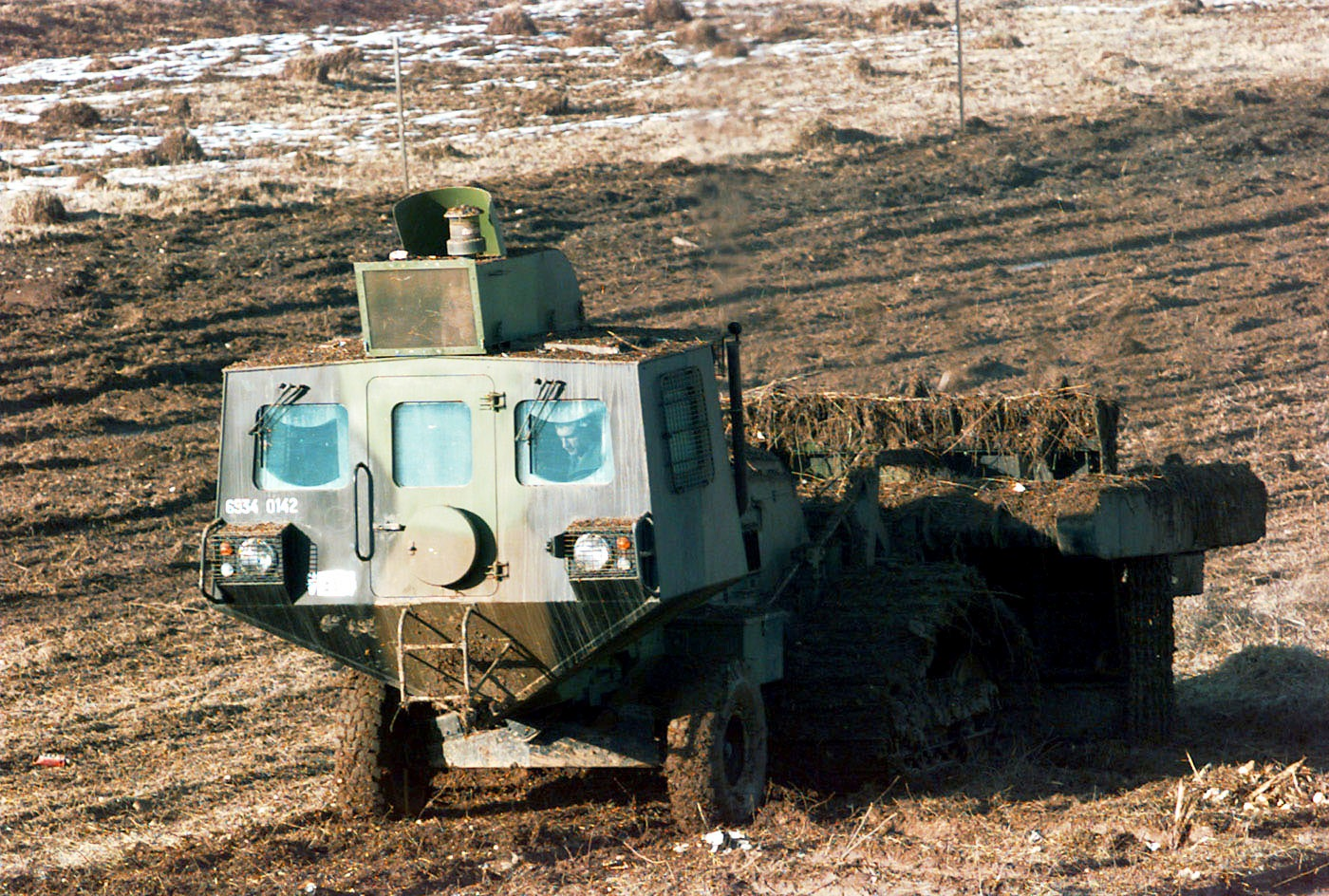
В редких случаях аналогичный применяемому в сельхозтехнике полугусеничный ход имеет и техника другого назначения, в частности военная. На фото — британский самоходный бойковый минный трал Aardvark JSFU, бронированный трактор, конструктивно близкий к сельскохозяйственным машинам и также могущий использоваться как на колёсном, так и на полугусеничном ходу в зависимости от характеристик почвы

Существуют две основные схемы полугусеничного хода:
- Гусеничные тележки специальной конструкции с металлическими, резинометаллическими или резиновыми гусеничными лентами, монтируемые на полуосях ведущего моста вместо колёс. Применяется на различных типах сельскохозяйственной техники[3][4][5].
- Съёмные (как правило, резиновые либо резинометаллические) гусеничные ленты, используемые в комплекте со съёмным натяжным устройством. Натяжное устройство, применительно к одному борту, состоит из направляющего колеса и системы натяжения, подвешивается между передними и задними колёсами машины к рукаву полуоси ведущего моста; гусеничная лента при этом надевается поверх съёмного направляющего колеса и стандартного ведущего колеса, демонтаж которого не требуется[2]. Применяется на тракторах.

## Развитие гусеничного хода в России
Активное развитие гусеничного хода в России началось совсем недавно. Изначально были переоборудованы первые несколько комбайнов на гусеничные тележки со стальными траками. В дальнейшем пошло уже переоборудование с колесного хода на гусеничный тяжелых тракторов и комбайнов. С каждым годом полугусеничный ход усовершенствовался и становился более надежным и незаменимым помощником в сельском хозяйстве. Дальше, потребность в полугусеничном ходе многократно возросла и спрос уже появился на переоборудование таких машин как самоходные косилки, самоходные опрыскиватели и даже на технику не предназначенную для сельского хозяйства. Развитие гусеничных траков в России очень перспективно. Одна из Российских компаний с 2018 года серьезно занялась данной разработкой и подготовила универсальную модель которая подходит для большинства зерноуборочных комбайнов, в 2019 году продукция поступила в серийное производство под наименованием ГХ2-1840.

## Сравнение колесного хода и гусеничной системы
Почему колеса перестают быть безоговорочной частью сельхозмашин, что происходит, и чего ждать рынку в недалеком будущем? 
По анализу ведущей исследовательской компании в направлении сельского хозяйства DLG колеса уступают гусеничным системам по ряду параметров:
- маневренность
- проходимость
- образование колеи
- потребление мощности движителя
- устойчивость
- сцепление

Если же все так прекрасно, почему до сих пор все мы не используем траки вместо колес, есть одна очень весомая причина - стоимость. На сегодня стоимость гусеничного хода на ось трактора или комбайна превышает стоимость колес в 5-6 раз, а стоимость спарки в 2-3 раза. Можно согласиться, разница весомая, не каждый может себе позволить купить трак. Данная система предназначена для особо тяжелых условий, где колесный ход не может справиться, поэтому использование гусениц в сложных условиях намного эффективнее колес и окупается сравнительно быстро до 2 лет использования. Если откинуть стоимость и задаться вопросом о недостатках гусеничных движетелей, то тут еще есть ряд незначительных уступок колесу – это скорость, быстрая взаимозаменяемость и универсальность. Впрочем, чем больше мы будем видеть гусеничные системы на тракторах и комбайнах, тем меньше они будут стоить, это будет уже не штучный товар, а массовый, и покупка данной технологии станет возможна большему числу аграриев. Вывод прост: если ваша цель – снизить уплотнение почвы после многочисленных проходов техники, уменьшить образование колеи для равномерного распределения удобрений и влаги или просто повысить сцепление на сырых вязких почвах, никто и ничто не обеспечит Вам лучшей проходимости, чем системы гусеничного хода. 

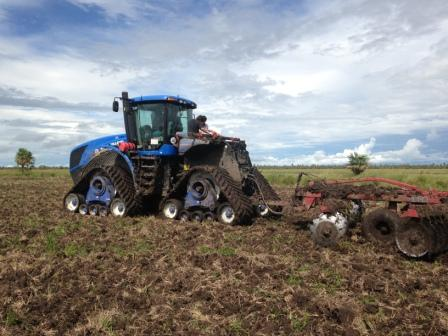
Гусеничный ход Poluzzi СТ0036

## Основные преимущества полугусеничного хода для аграриев

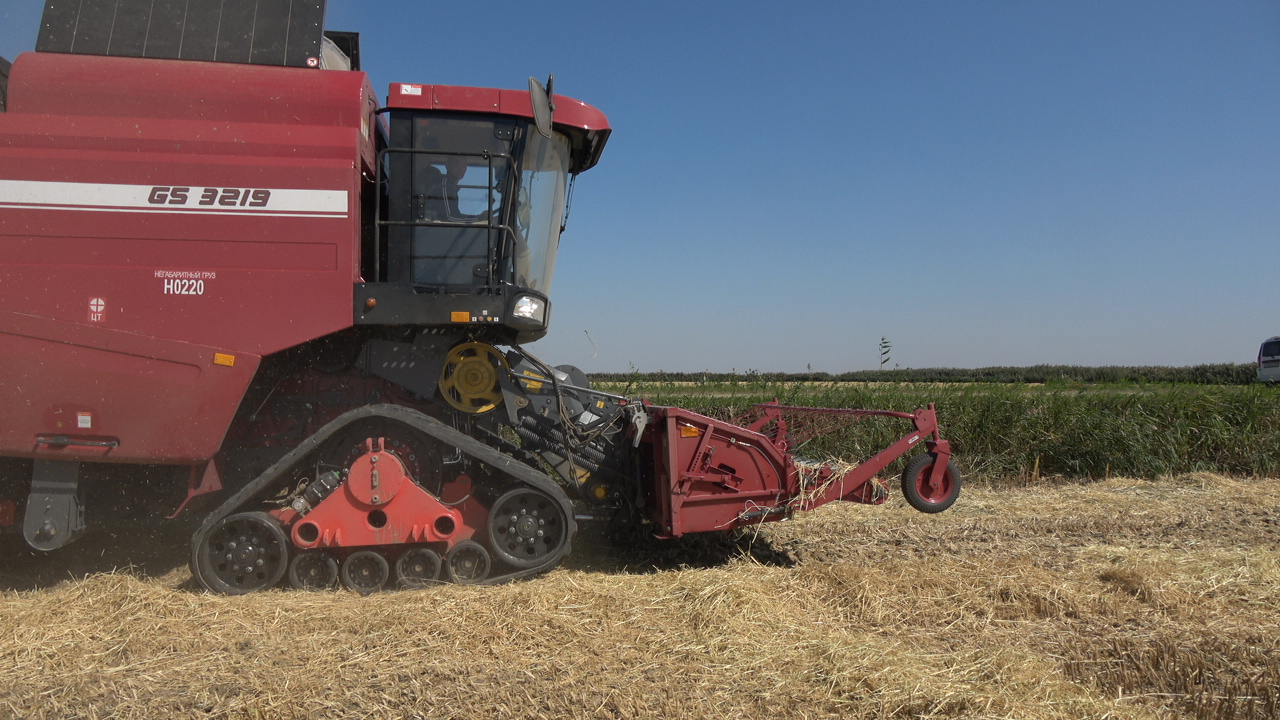
Гусеничный ход БДМ-Агро ГХ2-1840

•	Бережное отношение к почве – большая  поверхность прилегания гусениц к почве обеспечивает низкое давление — 39—50 кн/м2 (0,3—0,5 кгс/см2), т. е. меньше давления ноги человека. Тем самым гусеничный ход предохраняется от глубокого погружения в грунт. Скорость машин на гусеничном ходу может достигать 50—70 км/ч, во время работ в поле – 20 км/час.
•	Увеличение урожайности, уменьшение уплотнения почвы – исследование, проведенное под руководством профессора Ричарда Годвина в Harper Adams University College в 2007 году , показывает, что более широкие, по сравнению с обычными колесными спарками, гусеницы обеспечивают сцепление с почвой в 3 раза большее, чем спарки, и уменьшают уплотнение почвы на 43%.  Гусеницы также обеспечивают максимально полный сбор урожая, т.к. с  уменьшением транспортной колеи при переходе с колесных спарок  на гусеницы сокращаются потери урожая. Потери урожая от ширококолейного транспорта в сравнении с полугусеничным ходом могут стоить аграриям более 2500 руб. с 1 га.
•	Снижение расхода топлива – идеальное сцепление с почвой позволяет технике всегда работать на низких оборотах, а  это значит, произвести то же количество операций с более низкими затратами топлива. Также, за счет низкой пробуксовки гусениц на влажных почвах экономится до 23% горючего в непогоду.
•	Комфорт – гусеничный ход обеспечивает более гладкий ход по неровной поверхности сельхозугодий, чем колесный.  
Полугусеничный ход разработан специально для работы в тяжелых полевых условиях, он обеспечивает  тем самым легкий доступ к территории работы в любое время года и экономит деньги и время аграриев.

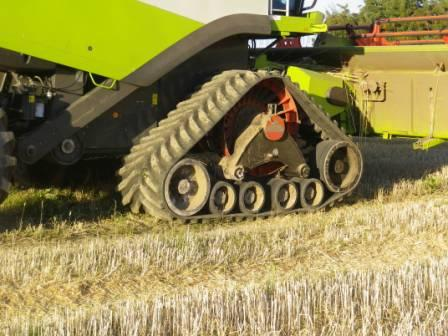
Гусеничный ход Poluzzi Ultron

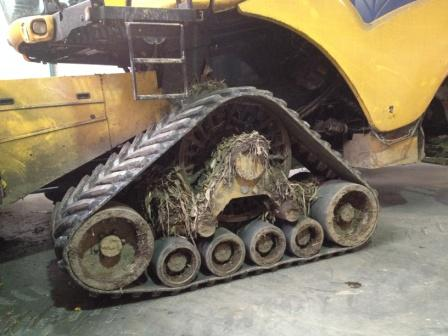
Гусеничный ход Poluzzi Ultron